# 우드 (닥터 후)
우드 (Ood)는 영국 BBC의 장수 SF 드라마 닥터 후에서 등장하는 외계 종족이다. 텔레파시 능력을 지닌 종족으로 작중 먼 미래 (약 42세기)에 살고 있는 것으로 묘사된다.
우드 종족은 천성적으로 온화하고 친절하지만, 외부의 영향에도 취약해 한번 타락하면 걷잡을 수 없는 노예 종족으로 묘사된다. 이후 10대 닥터에 의해 노예 신세를 벗어나 해방되었고, "The End of Time" 에피소드에서는 선진 문명으로 발전한 것으로 묘사된다.

## 생김새
우드는 인간형 종족이며 얼굴 아래쪽에 촉수가 달려 있다. 텔레파시로 소통하는 종족이기 때문에 텔레파시를 쓰지 않는 종족, 예컨대 인간과 타임로드 (닥터)와 소통하기 위해서는 '통역구' (translation sphere)라는 구형 통역기를 들고 다녀야 한다. 통역구는 원래 외부에 달고 다니는 조그만 뇌로, 구형 커버에 담겨 본체와 튜브로 연결되어 있다. 미래의 우드 종족들은 뇌를 제거하고 그것에 달려 있던 통역구도 고친 것으로 진화했다. 피는 보라색이다.
우드들은 생김새가 거의 똑같고, 외관상 성별도 별로 구분되지 않는다. 하지만 닥터만큼은 우드들의 성별을 알 수 있다. 한번은 도나가 죽어가는 우드를 가리켜 '저게' (it)라고 불렀다가, 닥터가 '저게'가 아니라 '저 남자분' (he)이라 부르라고 정정해 주었다.
이름이나 칭호 역시 필요하지 않다는 설정인데, 모든 우드들이 하나의 의식체로 연결되어 기능할 수 있기 때문이다. 다만 노예로 쓰이던 시절에는 인간의 필요에 따라 '우드 1 알파 1' (Ood 1 Alpha 1), '우드 시그마' (Ood Sigma)라는 이름이 붙기도 한다. "Planet of the Ood "에서 닥터는 우드마다 개성을 지니고 있는 것은, 우드 의식체가 각각의 우드 개체 내에서 다르게 표현된 결과라고 분석하면서 "재미있는 사실은 잠재의식이야. 온갖 형태를 취하고 있어. 복수심이 붉은 눈으로 표출되고, 분노는 과격한 우드로 표출되고, 이제는 인내심이 표출되는 거야. 그 모든 지능과 자비심은 우드 시그마로 귀결돼."라는 대사를 남긴다.
우드는 서로간에 낮은 수준의 텔레파시 통신장을 형성할 수 있다. 그들의 텔레파시 영역으로 손을 뻗으면 우드들이 노래하는 것처럼 들린다. 이 능력을 보유한 대신 텔레파시 통제에 취약한 종족이 되었고, 자신들보다 더 강한 텔레파시에 무기력하게 통제되는 모습이 그려진 에피소드가 여럿 있다.
시즌 5에서는 우드도 사일런스가 세운 종교 질서의 하나로 소개된다. "Planet of the Ood"에서 우드 종족은 닥터의 이름을 알고 있는 것으로 묘사된다.

## 행적
우드 종족은 뉴 시즌 2 에피소드 "The Impossible Planet"에서 처음으로 등장했다. 여기서 우드 종족은 인간을 위해 모든 종류의 잡일거리를 수행하는 노예 종족으로, 인간들이 잡아서 쓰고 있었다. 그들은 명령을 받고 섬기는 것 외에는 아무런 의식도 없고, 기꺼이 노예가 되기 위해 자신을 바치는 것으로 묘사된다. 또한 스스로를 돌보지 못하고 명령을 받지 않으면 쇠약해져 죽는다고 소개된다. 이 에피소드에서는 우드를 노예로 쓰는 행위를 반대하고, 우드 종족을 해방시켜 주려는 '우드의 친구들' (Friends of the Ood)이란 시민단체도 어렴풋 소개된다.
닥터후의 설정집인 <오피셜 닥터후 애뉴얼> 2007년판 (Official Doctor Who Annual 2007) 에 따르면, 우드는 말머리 성운의 행성에 살고 있으며 그곳에서 자신들만의 공동의식체를 형성하며 살아가고 있다가 인간 식민지 개척자들에 의해 파괴되었다. BBC 공인 설정집 <닥터 후: 생명체와 악마> (Doctor Who: Creatures and Demons)에서는 우드가 우드스피어 (Ood Sphere)에서 왔다고 고향행성의 명칭을 밝히고 있다. 우드스피어는 우드와 정신적, 육체적으로 유사한 점을 공유하고 있는 또다른 외계 종족 센서라이트의 고향, 센스스피어 (Sense Sphere) 행성과도 가까운 거리에 있다. 공동의식체를 잃은 우드는 인간 식민지 개척자들에게 스스로를 바쳐 노예 종족이 되었다는 설명이다.
"The Impossible Planet"에서 10대 닥터와 로즈 타일러는 인간 원정대와 우드 50명을 만난다. 우드의 감정이입적인 특성은 자신보다 강력한 정신세뇌에 취약하다는 설정이 소개되는데, '야수'가  기지 내의 모든 우드를 세뇌시켜 자신의 '군단'으로 만들어버린 것이다. 야수에게 홀린 우드의 눈은 시뻘건색으로 변하며, 번역구를 던져 감전시키는 식으로 여러 인간들을 죽인다. 에피소드 막바지에서 야수로부터 살아남은 우드와 인간 승무원을 전부 구할 시간이 없었던 닥터는, 우드들이 행성 주변의 블랙홀 속으로 빠져들어가는 것을 감내하고 만다.
이후 시즌 4 에피소드 "Planet of the Ood"에서 다시 등장하여, 누군가에게 복종하기 위해 태어난 종족인 게 아니라, 원래 있던 종족을 노예화시켰다는 사실이 밝혀진다. 우드의 번역구는 실제로는 개개인의 성격을 담고 있던 뒷뇌를 바꿔치기한 것이었다. 닥터는 모든 우드를 텔레파시 링크로 연결하는 우드 공동 의식체를 해제하고, 우드들은 자유의 몸이 된다. 우드의 공동의식체는 우드 노예를 전문으로 판매하는 기업 '우드 오퍼레이션' (Ood Operations)에 의해 200년 동안 우드들로부터 격리 감시되고 있었다. 그러나 우드 오퍼레이션의 대표 할펜 (Halpen)의 개인 비서로 등장하는 '우드 시그마' (Ood Sigma)가 자신의 주인을 천천히 우드로 바꿔버리고, 우드를 연결하는 거대한 두뇌, 즉 공동의식체에 둘러친 차단막을 낮추면서, 우드 종족의 해방을 꾸준히 작업하고 있었다. 어떤 것에 홀려 빨간 눈을 하고 돌아다니는 우드도 다시 한번 등장하여, 우드 공동의식체의 지시에 따라 회사를 난장판으로 만든다. 노예 신세로부터 해방된 후 우주 전역의 모든 우드는 고향 우드스피어로 돌아간다. 그곳에서 우드 시그마는 도나 노블을 "닥터 도나 (Doctor-Donna)"라고 부르며, 닥터의 "노래"가 곧 끝날 것이라고 예언한다.
우드 시그마는 이후 2009년 스페셜 에피소드 "The Waters of Mars"에 등장한다. 에피소드 막바지에 이르러 닥터와 대화를 시도하려는 모습으로 나타난다.

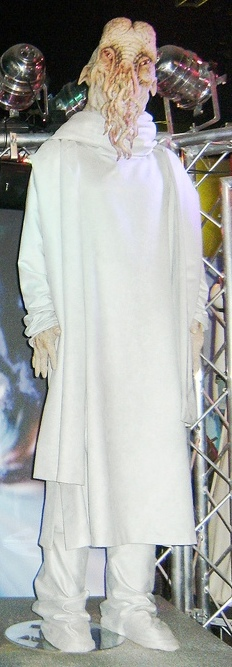
닥터 후 익스피리언스의 장로 우드 모형.

그 다음 2부작 스페셜 에피소드 "The End of Time"에도 우드 시그마가 등장한다. 이 에피소드에서 닥터는 마침내 우드 시그마의 메시지를 받아들이고, "Planet of the Ood"에서 우드를 해방시킨지 100년 후의 우드 스피어에 도착한다. 닥터는 우드의 문명이 굉장히 빠르게 발전했으며 우드가 시간 자체를 통해 스스로를 보고 투사하는 능력을 개발했음을 알게 된다. 우드는 이것이 시간이 출혈을 일으킨 결과임을 밝히고, 우드의 장로들은 닥터에게 자신들이 본 꿈과 예언을 보여준다. 2부 끝에서 우드 시그마는 닥터에게 다시 나타나, 타디스로 돌아가 11대 닥터로 재생성을 마저 완수하도록 격려의 메시지를 보낸다. "The End of Time"은 우드 시그마 뿐만 아니라 우드 장로 (Ood Elder)라는 등장인물도 소개하는데, 뇌가 노출되어 있고, 귀는 초승달 모양, 노란색 촉수를 달고 있다.
시즌 6 에피소드 "The Doctor's Wife"에서는 또다른 우드가 등장한다. 네퓨 (Nephew)라는 이름의 이 우드는 하우스라는 외계인에게 세뇌되어 있었다. 닥터와 이드리스가 타디스 콘솔을 네퓨가 서 있던 지점에 착륙시키는 바람에, 바로 기화되면서 죽음을 맞이한다. 닥터는 네퓨가 "내가 살리지 못한 또다른 우드"라며 이전에 마주쳤던 우드들을 의식하기도 한다. 이전 에피소드에서 우드가 세뇌되면 붉은색 눈이 되었던 것과는 달리, 이 에피소드에서 네퓨는 세뇌되었을때의 눈이 녹색으로 빛난다.
미니 에피소드 "Death is the Only Answer"에서는 과학자 알버트 아인슈타인이 신비한 액체를 섭취한 뒤 빨간 눈의 우드로 변해버린다. 홀린 우드는 "죽음만이 유일한 답이다"라는 말만 반복하다가 다시 아인슈타인의 모습으로 되돌아간다.
"A Good Man Goes to War"에서는 닥터가 우드 시그마와 다시 만나는 것을 보는 장면이 삽입되었다. 해당 에피소드의 크레딧에서는 우드 종족을 만들어낸 전임 프로듀서 러셀 T 데이비스의 이름도 실렸다.
Pond Life에서는 타디스를 잃어버린 우드 한 명이 에이미와 로리의 집으로 가서 방황한다. 우드는 며칠 동안 그 집에서 집사 역할을 하며 시간을 보내다 마침내 닥터가 우드스피어로 데려다 준다.
"Survivors of the Flux"에서도 우드가 등장한다. 텍트운 (Tecteun)의 조수 노릇을 하고 있으며, 나머지 우주를 파괴하기 위해 플럭스의 다음 파장에 동력을 공급하고 있었다. 텍트운이 스웜 (Swarm)과 아주르 (Azure)에게 살해당한 뒤로는 플럭스 파장의 진로를 변경하려는 닥터를 돕게 된다.
오드의 배우는 폴 케이시가 맡았으며 동작을 연기하였다. 성우는 사일러스 카슨이 맡았으나, "The End of Time"의 장로 우드의 목소리는 브라이언 콕스가 성우를 맡았다.

## 등장 에피소드

### 텔레비전 에피소드
- "The Impossible Planet" / "The Satan Pit" (2006)
- "Planet of the Ood" (2008)
- "The End of Time" (2009~2010)
- "The Doctor's Wife" (2011)
- Flux
  - "Survivors of the Flux" (2021)
  - ”The Vanquishers” (2021)

#### 카메오 출연
- "The Waters of Mars" (2009)
- "The Magician's Apprentice" (2015)
- "Face the Raven" (2015)
- "Revolution of the Daleks" (2021)

#### 미니 에피소드
- "Death is the Only Answer" (2011)
- Pond Life (2012)